# Quest (nave)
Quest è stato uno scuna con propulsione ausiliaria a vapore che ha navigato dal 1917 al 1962.

## Storia
Conosciuta per essere stata utilizzata nella spedizione Quest del 1921-22 e per essere stata il luogo dove Ernest Shackleton è morto il 5 gennaio 1922 mentre era ancorata nel porto di Grytviken nella Georgia del Sud. La nave è stata impiegata anche nella British Arctic Air Route Expedition del 1930-31 lungo la costa orientale della Groenlandia.
Oltre all'esplorazione polare, la Quest è stata una nave mercantile ed utilizzata anche per la caccia alla foca. Proprio durante una spedizione di caccia fu intrappolata nel ghiaccio al largo del Labrador ed affondata dalla pressione del pack. Tutto l'equipaggio fu tratto in salvo.
Una spedizione organizzata dalla Royal Canadian Geographical Society  nel giugno del 2024 ha individuato il relitto della nave a 390 metri sul fondale del mare del Labrador.